# The Phoenix on the Sword
The Phoenix on the Sword é um dos contos originais sobre Conan, o Cimério, escrito pelo escritor norte-americano Robert E. Howard, e publicado pela primeira vez na revista Weird Tales, em dezembro de 1932.
O conto, no qual Howard criou o personagem de Conan, foi uma história reescrita da inédita história de Kull, "By This Ax I Regra!", com longas passagens sendo idênticas. A versão Conan da história foi republicada nas coleções "King Conan" (Gnome Press, 1953) e "Conan the Usurper " (Lancer Books, 1967). Mais recentemente, foi republicado nas coleções "The Conan Chronicles Volume 2: The Hour of the Dragon " (Gollancz, 2001) e "Conan of Cimmeria: Volume One". Ele está situado na pseudo-histórica Era Hiboriana e detalha Conan frustrando uma conspiração nefasta para derrubá-lo como rei da Aquilônia.
É digno de nota que a primeira história de Conan o descreve como um rei - o que significa que quando escreveu mais tarde histórias colocadas anteriormente na vida de Conan, como ladrão, pirata, mercenário etc., Howard (e seus leitores) já sabiam que o personagem era em última análise, destinado a se tornar um rei.

## Enredo

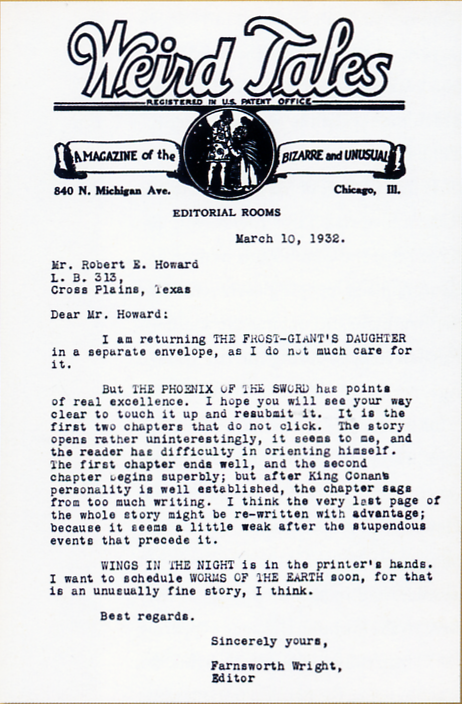
Carta de Farnsworth Wright, editor de Weird Tales, para Robert E. Howard

The Phoenix on the Sword, começa com um Conan da Ciméria de meia-idade tentando governar o turbulento reino de Aquilônia.
Recentemente, Conan conquistou a coroa de Aquilônia do rei Numedides depois que estrangulou o tirano em seu trono. No entanto, o seu domínio sobre Aquilônia é inexistente, como Conan é mais adequado em balançar sua espada larga do que assinar documentos oficiais com uma caneta. Os cidadãos de Aquilônia, que originalmente acolheram Conan como seu libertador da tirania dos Numedides, se voltaram contra ele devido a seu sangue cimério estrangeiro. Eles construíram uma estátua para a memória de Numedides no templo de Mitra, e sacerdotes queimam incensos diante de seu rei morto, saudando-a como a efígie sagrada de um monarca santo que foi morto por um bárbaro em flagrante.
Desejando dar a coroa aquiloniana a alguém de sangue real, forma-se um grupo ousada conhecido como Rebel Four: Volmana, o conde anão de Karaban; Gromel, o gigante comandante da Legião Negra; Dion, o barão gordo de Attalus; e Rinaldo, o menestrel de cérebro cerrado. Os rebeldes quatro recrutam os serviços de um bandido do sul chamado Ascalante. No entanto, em segredo, Ascalante planeja trair seus patrões e reivindicar a coroa para si mesmo.
Ascalante tem um escravo chamado Thoth-Amon, antigamente um poderoso mago estígio, que passou por tempos difíceis desde que perdeu um anel místico. Um ladrão roubara seu anel e deixara Thoth-Amon indefeso, forçando-o a fugir de Stygia. Disfarçado de motorista de camelo, foi atacado em Koth pelos saqueadores de Ascalante. Enquanto o resto de sua caravana foi abatido, Thoth-Amon salvou-se revelando sua identidade e jurando servir a Ascalante.
A história gira em torno da tentativa do conspirador em assassinar o rei Conan quando ele está despreparado e drm frgrds. No entanto, dois eventos imprevistos acabam frustrando seu plano. Conan é avisado de um golpe iminente pela chegada de um sábio há muito morto chamado Epemitreus, que marca a espada de Conan com uma fênix mística representando Mitra, um deus hiboriano. Enquanto isso, Thoth-Amon assassina Dion e recupera seu anel perdido de poder, enquanto convocava um demônio com aparência de macaco para matar Ascalante. Conan mata os três membros remanescentes do Rebel Four, quebrando sua espada no leme de Gromel e usando um machado de batalha contra o resto de seus pretensos assassinos. Conan hesita em matar Rinaldo, cujas canções uma vez tocaram profundamente o coração do rei - um escrúpulo que custa caro a Conan, pois Rinaldo consegue esfaqueá-lo antes de ser finalmente morto.
Ascalante, vendo seu objetivo ao alcance, se move para acabar com o rei ferido. Mas antes que Ascalante possa atacar, ele é atacado e morto pelo demônio de Thoth-Amon, que é então morto por Conan com o fragmento de sua espada encantada.
sobre

## Adaptação
A história foi adaptada pelo roteirista Roy Thomas e desnhistas Vicente Alcázar e Yong Montano em Conan Annual #2 (1976).